# Joy Paul Guilford
Joy Paul Guilford   (Marquette, 7 de març de 1897 - Los Angeles, 26 de novembre de 1987) fou un psicòleg especialitzat en l'estudi de la intel·ligència, la qual concebia com un fenomen multifactorial i no mesurable amb un únic paràmetre. Va ser professor universitari a Nebraska, va col·laborar amb l'exèrcit en les seves recerques sobre les habilitats individuals.

## La teoria de la intel·ligència de Guilford
Pensava que la intel·ligència es definia com l'habilitat de manipular informació i distingia entre continguts, processos i productes, que donen fins a 150 components de la intel·ligència.

### Els continguts
Els continguts fan referència a com es presenta la informació, equivalen als estímuls que rep el cervell (cada persona és millor treballant amb un tipus d'estímuls que amb d'altres). Els estímuls poden ser:
- visuals: formes geomètriques, colors...
- auditius: melodies, sorolls...
- simbòlics: lletres, nombres...
- semàntics: conceptes
- conductuals: inferits del comportament aliè

De vegades els dos primers s'agrupen en els anomenats estímuls figuratius, que poden ampliar-se per incloure dades procedents de l'esfera cinestèsica

### Els processos
Els processos posen en joc capacitats individuals per tractar la informació rebuda, relacionades amb els components cognitius de la persona. Aquests processos són:
- cognició: comprensió de la informació
- memòria: facultat per emmagatzemar la informació
- record: possibilitat de recuperar informació ja coneguda
- producció divergent: creativitat
- producció convergent: capacitat per resoldre problemes
- avaluació: capacitat per jutjar la validesa o pertinència de la informació

La divisió entre memòria i record va ser citada com a exemple de manca de suport empíric entre els seus crítics, ja que no es pot mesurar la capacitat d'emmagatzemar la informació sense tenir en compte la seva recuperació posterior

### Els productes
Els productes suposen la resposta o resultat del treball mental:
- unitats: elements individuals de coneixement
- classes: conjunts d'elements amb patrons comuns
- relacions: vincles entre dades (associacions, oposicions, sèries...)
- sistemes: relacions estructurades en un tot
- transformacions: canvis produïts en les unitats informacionals
- implicacions: capacitat de fer prediccions o inferències